# Liu Xiaoyu (cestista)
Liu Xiaoyu (刘晓宇S, Liú XiǎoyǔP; Canton, 14 marzo 1989) è un cestista cinese.